# Golpes al vacío
Golpes al vacío es el cuarto disco de la cantante y autora Fabiana Cantilo. Producido por Carlos Alomar en el año 1993. 
Este es el primer álbum con gran parte de las canciones escritas por Cantilo.

## Características
La presentación del mismo se realizó en el teatro "Coliseo". El álbum tuvo menor repercusión que el anterior disco, pero fue bien aceptado por las críticas. Los videos de este álbum fueron: Pasaje hasta ahí y Amor equivocado. Fabiana opinó sobre el disco que: "En la época de Golpes, yo estaba muy rubia tipo Blondie. Hice fotos en Nueva York, pero usaron unas distintas a las que yo quería, hubo una mala interpretación y parezco Bugs Bunny".

## Canciones
1. La primera frase	(Fabiana Cantilo/Carlos Alomar)
2. Zona de promesas   (Gustavo Cerati)
3. Pasaje hasta ahí	(Cantilo/Fena Della Maggiora)
4. Golpes al vacío	(Fena Della Maggiora)
5. Muerta de amor   (Celeste Carballo)
6. Estás perdido	(Fena Della Maggiora)
7. La vela	(Fabiana Cantilo)
8. Amor equivocado	(Fabiana Cantilo)
9. Palo violento	(Fabiana Cantilo/Fenna Della Maggiora)
10. Curiosidad    (Fabiana Cantilo)
11. Corazones rotos  (Rubén Goldín)
12. Hombres sordos	(Fabiana Cantilo)
13. Sin tu amor   (Ariel Leira)

## Videoclips
- Pasaje hasta ahí
- Amor equivocado

## Músicos
- Fabiana Cantilo: Voz
- Fena Della Maggiora: Bajo
- Fernando "Pepi" Marrone: Batería
- Raúl Pagano: Teclados
- Celsa Mel Gowland: Asesoramiento vocal y coros.
- Guillermo Arrom: Guitarra eléctrica

## Personal
- Producción Artística y Dirección General: Carlos Alomar
- Realizador Ejecutivo y mánager: Fabián Couto
- Técnico de Grabación y Mezcla: Mariano López
- Asistentes: Pablo y Marcelo
- Masterización y Corte: Bernie Grundman
- Asistente de Grupo y Road Manager: Alberto Samper
- Personal Advisor y Prensa: Amelia Laferriere
- Asistente: Juan Maggi